# 利馬都會區

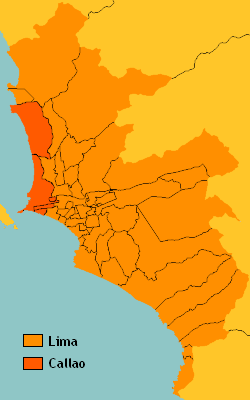
利馬 卡亞俄

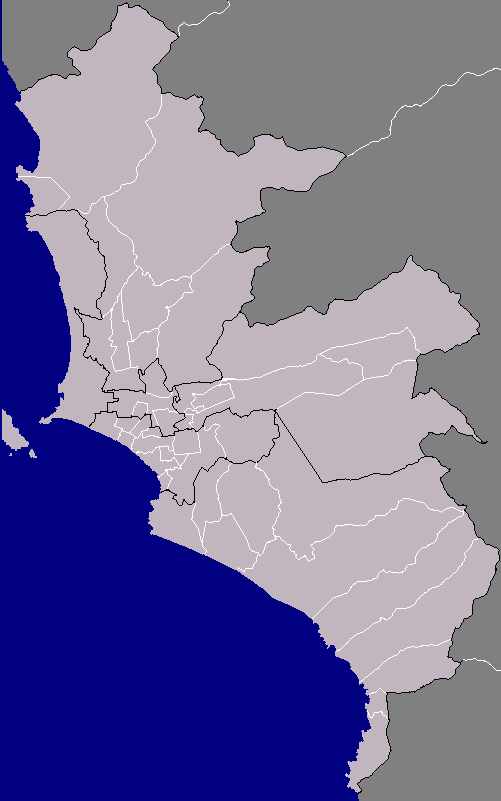
利馬都會區六個次分區

利馬都會區（西班牙語：Lima Metropolitana）是秘魯的都會區，由利馬和卡亞俄組成，面積2,819平方公里，是世界第二大沙漠城市，僅次於埃及的開羅，2015年人口估計達975萬。
12°03′30″S 77°05′28″W / 12.0583°S 77.0911°W